# Big Star
Big Star — американський рок-гурт, активний у 1971–1974 роках, а також з 1993 року. Сформований у місті Мемфісі (штат Теннессі). До складу гурту входили Алекс Чілтон, Кріс Белл (гітара, вокал), Енді Хаммел (бас) і Джоді Стівенс (барабани). В 1970-ті роки музиканти випустили 3 альбоми, які, однак не завоювали популярності та гурт розпався.
Проте рання творчість гурту мала значний вплив на появу альтернативного року, і коли у 1980-ті роки такі гурти, як R.E.M., стали впливовими, дискографія Big Star також стала викликати інтерес. 1992 року підвищений інтерес був викликаний перевиданням альбомів гурту, яку здійснив лейбл Rykodisc у доповнення до колекції сольних робіт Белла. Це стимулювало музикантів до відновлення виступів у гурті та випуску нових альбомів.

## Дискографія
Студійні альбоми:
- 1972 — #1 Record (Stax)
- 1974 — Radio City (Stax)
- 1978 — Third/Sister Lovers (Rykodisc)
- 2005 — In Space (Rykodisc)

Живі альбоми
- 1992 — Big Star Live (Rykodisc)
- 1993 — Columbia: Live at Missouri University (Zoo/Volcano)

Компіляція
- 2009 — Keep an Eye on the Sky (Rhyno)